# La Liberté éternelle
La Liberté éternelle (titre original : Forever Free) est, vingt-cinq ans plus tard, la suite de La Guerre éternelle. Ce roman est une odyssée à travers les arcanes de la relativité, de la conscience humaine et de la métaphysique où Joe Haldeman prolonge les enjeux du roman d'origine et de sa nouvelle Une guerre à part. Il est paru en langue originale en décembre 1999 puis en France en août 2001,.
Ce roman est adapté en une série de trois bandes dessinées par Marvano sous le titre Libre à jamais.

## Résumé
Vingt ans après leur retour à la vie civile, William Mandella et Marygay Potter vivent parqués sur une planète perdue. Ils ont refusé l'uniformisation proposée par « Homme », entité collective à la conscience unique mais formée de milliards d'individus, ayant remplacé l'ancienne humanité à l'issue de la Guerre Éternelle.
Afin d'échapper à l'insidieuse dictature d'« Homme » et de ses alliés taurans, un groupe de vétérans mené par William et Marygay conçoit le projet de s'emparer d'une navette temporelle.

## Adaptation

### Bandes dessinées
- Joe Haldeman et Marvano, Libre à jamais, Dargaud, 2002-03. Second cycle, reprenant le contenu de la nouvelle et du roman intitulé La Liberté éternelle.